# 森章浩
森 章浩（もり あきひろ、1975年6月15日 - ）は、日本の政治家。

## 来歴
1975年、奈良県磯城郡田原本町八田で生まれる。田原本町立北幼稚園、田原本町立北小学校、西大和学園中学校、同高校を経て京都大学農学部水産学科に進学。大学卒業後は、アメリカヴァンダービルト大学 (COPE) 留学。帰国後、1999年より白鳳女子短期大学に就職。2001年、祖父が設立した社会福祉法人愛和会に転職し、2015年まで同法人の朝和保育園園長を務める。同年12月5日、当時田原本町長を務めていた寺田典弘が酒気帯び運転の容疑で逮捕され辞職したことに伴って行われた町長選挙で初当選を果たした。
2020年1月14日、田原本町長選挙にて無投票で再選された。
2023年12月、大学院に進学するため翌年1月に予定されている町長選挙に不出馬を表明、副町長の高江啓史を後継者に指名した。2024年1月30日に任期満了を迎えた。

## 人物
保育士人材確保を見据えた働き方改革にも早期に取り組み、「次世代育成支援対策推進法に基づく企業」に保育園として初認定され、また厚生労働省均等・両立推進企業表彰、奈良県労働局長優良賞をいずれも保育園として全国で初めて受賞された。
朝和保育園園長在籍中は保育園だけでの子育て支援活動では本当の支援を必要としている方には活動は届かないと考えNPO法人「子育てすこやかサークル」を設立し、初代理事長に就任した。
子育て支援拠点事業の「にぎわいプラザ」（天理市）や「すこやかひろば」（田原本町）を開設したほか、田原本町教育委員会教育委員、同教育委員長、一般社団法人橿原青年会議所第42代理事長を歴任した。

## 著書
- 『女性が活躍する人材不足の職場を働きたい職場に変える方法』（マガジンランド2016年11月7日）ISBN 978-4-86546-126-8
- 『女性が活躍する保育園の環境改善と採用戦略』（マガジンランド2018年4月14日）ISBN 978-4-86546-184-8